# Виале
Виа̀ле (на италиански: Viale; на пиемонтски: Vial, Виал) е село и община в Северна Италия, провинция Асти, регион Пиемонт. Разположено е на 261 m надморска височина. Населението на общината е 248 души (към 2014 г.).